# 佐藤雀仙人
佐藤 雀仙人（さとう じゃくせんじん、1909年3月21日 - 1997年7月14日）は、福島県出身の日本の俳人。本名は二郎。戦前の俳号は室町秋香。

## 略歴
1909年、福島県伊達郡小綱木村（現在の川俣町）に生まれる。尋常小学校卒業後、1922年千葉県野田市の野田醤油株式会社（現在のキッコーマン）に就職。しかし劣悪な労働環境から野田醤油労働争議が起き、雀仙人もこれに加担し解雇される。1940年日立製作所に再就職。俳句は野田醤油時代に始め、室町秋香という俳号で渡辺志豊の結社「南柯」同人となる。1945年、終戦直後の物資不足の中、自ら回覧誌『野菊』を作る。1947年、新俳句人連盟に参加、同中央委員に選ばれる。自ら回覧誌『野菊』を作り、『俳句文学』を創刊する。同誌はのちに『雑草』となる。当時の『雑草』には栗林一石路、石橋辰之助、中島斌雄らが寄稿している。
1964年、処女句集『鉄骨と雀』を上梓（序文は橋本夢道）。月刊『俳句人』6月号にて赤城さかえに「把握のたしかさ、措辞のたしかさ、叙情のみずみずしさなどからして、習作期の作品として簡単に見過すことができぬ」と評される。1969年、「野田俳諧史」で全国俳誌協会評論賞受賞。1980年、永年の功績により野田市文化功労賞受賞。晩年は千葉県俳句作家協会の顧問となった。1997年、88歳で死去。
戦前から小林一茶研究をライフワークとし、『下総と一茶』を出版している。

## 著作
- 『鉄骨と雀』（長谷川書房 ・1964年）
- 『下総と一茶』（崙書房 ・1997年）
- 『佐藤雀仙人句集』（私家版・1997年）